# الرجال الحقيقيون (فلم)
الرجال الحقيقيون (بالإنجليزية: The Right Stuff) هو فيلم دراما أُصدر في الولايات المتحدة وصدر في سنة 1983.

## طاقم التمثيل
- دنيس كايد
- إد هاريس
- سكوت جلين
- سام شيبارد
- لانس هنريكسن

### ترشيحات وجوائز
| السنة | الحدث  | الفئة               | النتيجة |
| ----- | ------ | ------------------- | ------- |
|       | أوسكار | أفضل موسيقى تصويرية | فوز     |

## الميزانية والإيرادات
بلغت تكلفة إنتاج الفيلم حوالي 19-27 مليون دولار بينما حقق أرباحا تقدر بـ 21,192,102 دولار.

## وصلات خارجية
- مقالات تستعمل روابط فنية بلا صلة مع ويكي بيانات

1. ↑  "معلومات عن الرجال الحقيقيون (فيلم) على موقع boxofficemojo.com". boxofficemojo.com. مؤرشف من الأصل في 2019-04-21.
2. ↑  "معلومات عن الرجال الحقيقيون (فيلم) على موقع play.google.com". play.google.com. مؤرشف من الأصل في 2019-07-19.
3. ↑  "معلومات عن الرجال الحقيقيون (فيلم) على موقع filmaffinity.com". filmaffinity.com. مؤرشف من الأصل في 2020-08-09.